# Beltinge
Beltinge – wieś włączona w miasto Herne Bay, w Anglii, w hrabstwie Kent, w dystrykcie Canterbury. Leży 12 km na północny wschód od miasta Canterbury i 91 km na wschód od centrum Londynu.